# Гідрогеологія Ефіопії
Гідрогеоло́гія Ефіо́пії.
На тер. країни є 5 груп водоносних горизонтів і комплексів: докембрійських кристалічних порід, морських відкладів мезозою, пліоцен-міоценових трапових базальтів, пліоцен-четвертинних вулканітів, четвертинних флювіальних і озерно-флювіальних відкладів.
Підземні води інтрузивних і метаморфічних гірських порід докембрію приурочені до зони екзогенної тріщинності (потужність до 50 м) і до тріщинуватих зон тектонічних порушень. Глибина залягання води від 3—5 до 40 м. Дебіти колодязів і свердловин не перевищують 0,7—1 л/с. Води прісні, рідше солонуваті. Водоносні комплекси в товщі мезозойських відкладів пов'язані з тріщинуватими пісковиками і вапняками тріасу, юри і крейди. Дебіти свердловин 1,6—5 л/с. Води солонуваті (3—4 г/л), з глибиною мінералізація швидко зростає. Підземні води трапових базальтів пов'язані із зонами тріщин, тектонічного дроблення, а також прошарками туфів агломератів, древніх озерних відкладів. Глибина залягання води від декількох метрів до 150 м.
Дебіти водозаборів 1,5—5,0 л/с.
Мінералізація води до 1,5 г/л.
Пліоцен-четвертинні вулканогенні гірські породи мають аналогічні характеристики, для них дебіти свердловин глибиною 80—100 м становлять 2,5—8,0 л/с. У четвертинних відкладах підземні води приурочені до прошарків і лінз пісків, супісей та суглинків. Водоносність порід строката, дебіти водозаборів 0,5—5 л/с. Прісні води розвинені в гірських районах і в передгір'ях. По мірі віддалення від передгір'їв мінералізація зростає до 10—20 г/л і більше. Значні гідротермальні ресурси Ефіопії зосереджені в зоні Ефіопського рифту.
Сумарні прогнозні ресурси оцінюються в 3 трлн. ГДж (що відповідає 100 млрд т умовного палива). Ресурси придатні для виробництва електроенергії при сучасному рівні техніки і технології становлять 0,6—5 млрд ГДж.